# Live in Japan (альбом Primal Scream)
«Live in Japan» — первый концертный альбом шотландского музыкального коллектива Primal Scream, выпущенный 8 июля 2003 года.

## Об альбоме
«Live in Japan» был записан с 16 по 18 ноября 2002 года во время выступлений группы в концертном зале Зепп (Zepp) в Токио.

## Список композиций
1. «Accelerator» — 3:19
2. «Miss Lucifer» — 2:36
3. «Rise» — 4:24
4. «Shoot Speed/Kill Light» — 4:43
5. «Pills» — 3:58
6. «Autobahn 66» — 5:40
7. «City» — 3:18
8. «Rocks» — 3:31
9. «Kowalski» — 5:16
10. «Swastika Eyes» — 6:01
11. «Skull X» — 4:18
12. «Higher Than The Sun» — 6:53
13. «Jailbird» — 3:43
14. «Movin' On Up» — 5:00
15. «Medication» — 3:41
16. «Born To Lose» — 3:15

## Участники записи
- Primal Scream:
  - Бобби Гиллеспи — вокал
  - Роберт Янг — гитара
  - Эндрю Иннес — гитара
  - Мартин Даффи — клавишные
  - Даррин Муни — ударные
  - Гари Маунфилд — бас-гитара